# ゼリグナイト
ゼリグナイト（Gelignite）とは、1875年にアルフレッド・ノーベルによって発明された世界初のプラスチック爆薬である。珪藻土ダイナマイトと違ってニトログリセリンが染み出さないので当時としては便利な爆薬だった。
日本では膠質ダイナマイトと呼ばれていた。

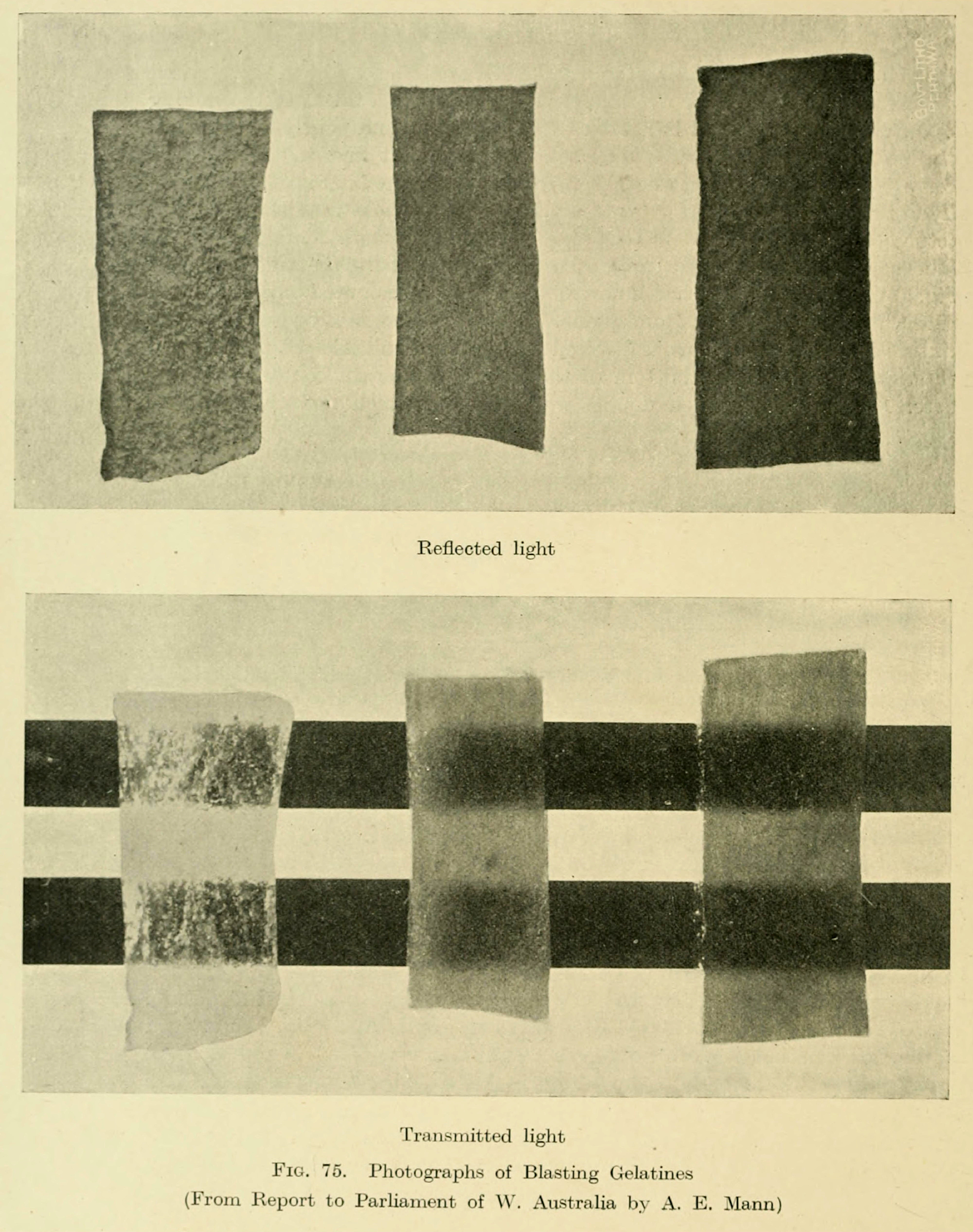
ゼリグナイトのサンプル
下は透過具合を比較したもの

近年ではIRAがイギリスに対して行った爆弾テロでも用いられたため、イギリスでは blasting gelatin と呼ばれてニュースなどで聞く爆薬名である。そのため、映画などのフィクションや流行歌にもよく登場している。

## 成分
- ニトログリセリン 75%
- ニトロセルロース 3.7%
- 硝石(硝酸カリウム) 15.8%
- 木粉 5.5%